# Президентські вибори у США 1944
Президентські вибори в США 1944 року проходили 7 листопада в розпал Другої світової війни. Незважаючи на те, що Франклін Рузвельт був президентом вже три терміни поспіль, він залишався дуже популярним серед американців. Тепер, на відміну від попередніх виборів 1940 року, ніхто не ставив під сумнів легітимність його висунення від Демократичної партії. Республіканці висунули губернатора Нью-Йорка Томаса Дьюї, який провів інтенсивну передвиборчу кампанію, але мало хто сумнівався в остаточній перемозі Рузвельта. Рузвельт четвертий раз поспіль був обраний президентом — винятковий випадок в американській політиці.
Франклін Рузвельт прожив лише 61 день свого 4-го терміну як президента. Він помер 12 квітня 1945 року внаслідок обширного геморагічного інсульту і Гаррі Трумен, його віцепрезидент, став 33-м президентом США.

## Вибори

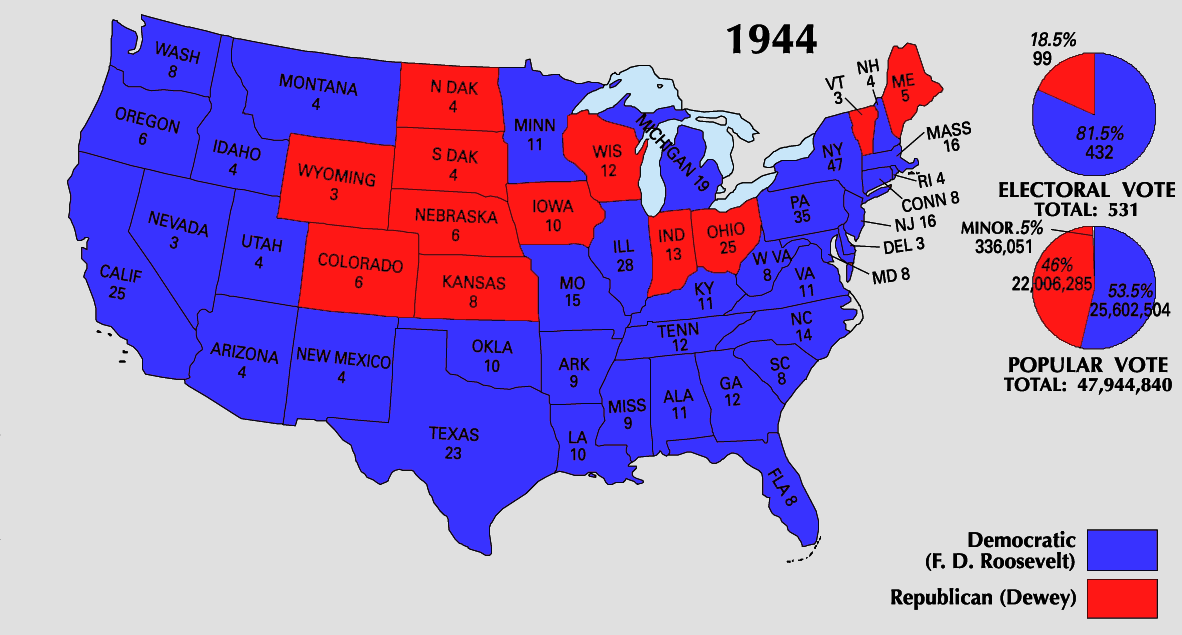
Результати президентських виборів в США 1944 року.

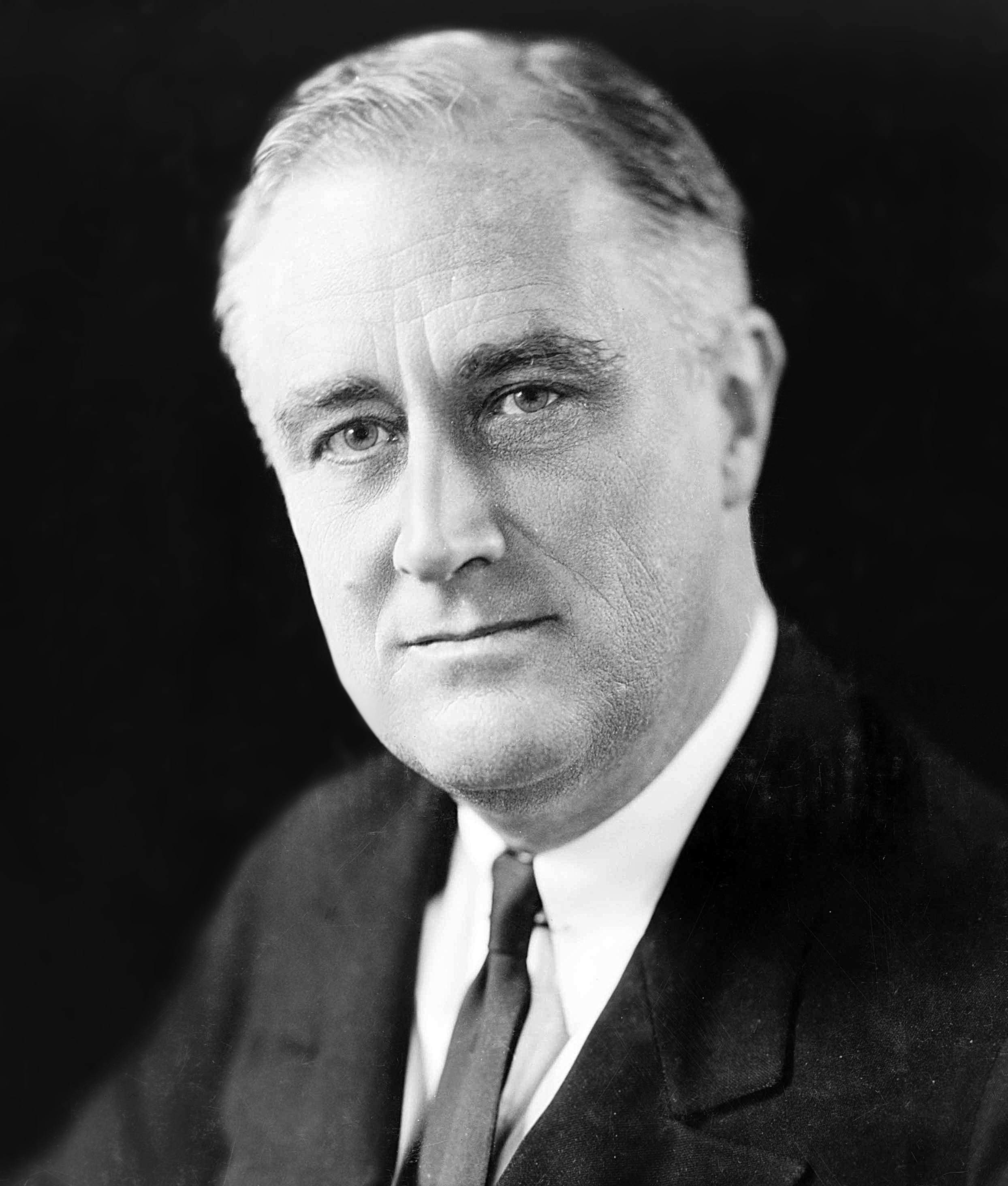
На виборах 1944 року Франклін Рузвельт в четвертий раз був обраний президентом США.

### Кампанія
Республіканці виступали з критикою Нового курсу Рузвельта та закликали до скорочення уряду і до менш регульованої економіки. Тим не менш, Рузвельт мав високу популярність серед американців. Для того, щоб заглушити чутки про своє погане здоров'я, Рузвельт зробив величезні зусилля для активної кампанії в жовтні та постійно з'являвся на вулицях міст у відкритому автомобілі. Особливо він відзначився своєю промовою на зборах лідерів профспілок, яка транслювалася по радіо. У ній він підняв на сміх заяви республіканців про те, що його адміністрація корумпована та розкидається грошима платників податків. Мова супроводжувалася сміхом та оплесками аудиторії. У відповідь на попередні звинувачення республіканців, нібито він посилав військовий корабель, щоб забрати свого шотландського тер'єра Фалу з Аляски, Рузвельт зазначив, що «Фала був розгніваний» цими чутками.
Республіканський кандидат Дьюї, у свою чергу, через кілька днів виступив по національному радіо в Оклахома-сіті, де звинуватив Рузвельта як незамінного… для корумпованих організацій демократів у великих містах та комуністів і у марнотратстві, сказавши, що адміністрація Рузвельта — це команда марнотратів. Однак, військові перемоги США в Європі і на Тихому океані, такі як звільнення Парижа в серпні 1944 та успішна морська битва в затоці Лейте на Філіппінах в жовтні, зробили Рузвельта непотоплюваним.
На виборах 7 листопада Рузвельт переміг у 36 з 48 штатів та отримав 432 голоси виборників з 531, переконливо перегравши опонента від Республіканської партії. Дьюї залишилося задовольнятися тим, що він зміг перемогти у рідному місті Рузвельта Гайд-парку (Нью-Йорк) та рідному місті Трумена Індепенденс (Міссурі).

### Результати
| Кандидат          | Партія                 | Виборці    | Виборці | Виборники |
| Кандидат          | Партія                 | Кількість  | %       | Виборники |
| ----------------- | ---------------------- | ---------- | ------- | --------- |
| Франклін Рузвельт | Демократична партія    | 25 612 916 | 53,4 %  | 432       |
| Томас Едмунд Дьюї | Республіканська партія | 22 017 929 | 45,9 %  | 99        |
| без кандидата     | Texas Regulars         | 135 439    | 0,3 %   | 0         |
| Норман Томас      | Соціалістична партія   | 79 017     | 0,2 %   | 0         |
| Клод Уотсон       | Prohibition            | 74 758     | 0,2 %   | 0         |
| інші              |                        |            |         |           |
| 57 004            | 0,1 %                  | 0          |         |           |
| Всього            | Всього                 | 47 977 063 | 100 %   | 531       |